# Asien-Meisterschaften im Straßenradsport 2020
Die 40. Asien-Meisterschaften im Straßenradsport (40th Asian Cycling Championships) sollten vom 17. bis 22. März 2020 in Cyberjaya in Malaysia ausgetragen werden. 
Im Februar 2020 gab der Veranstalter, die Asian Cycling Confederation (ACC), bekannt, dass die Meisterschaften wegen der COVID-19-Pandemie verschoben werden. Sie fielen in der Folge gänzlich aus und fanden erst 2022 wieder statt.